# Daikokuya Kōdayū
Daikokuya Kōdayū est un nom japonais traditionnel ; le nom de famille (ou le nom d'école), Daikokuya, précède donc le prénom (ou le nom d'artiste).
Daikokuya Kōdayū (大黒屋 光太夫) (1751 - 28 mai 1828) est un marin japonais qui passe onze ans en Russie à la suite d'un naufrage,,,,.

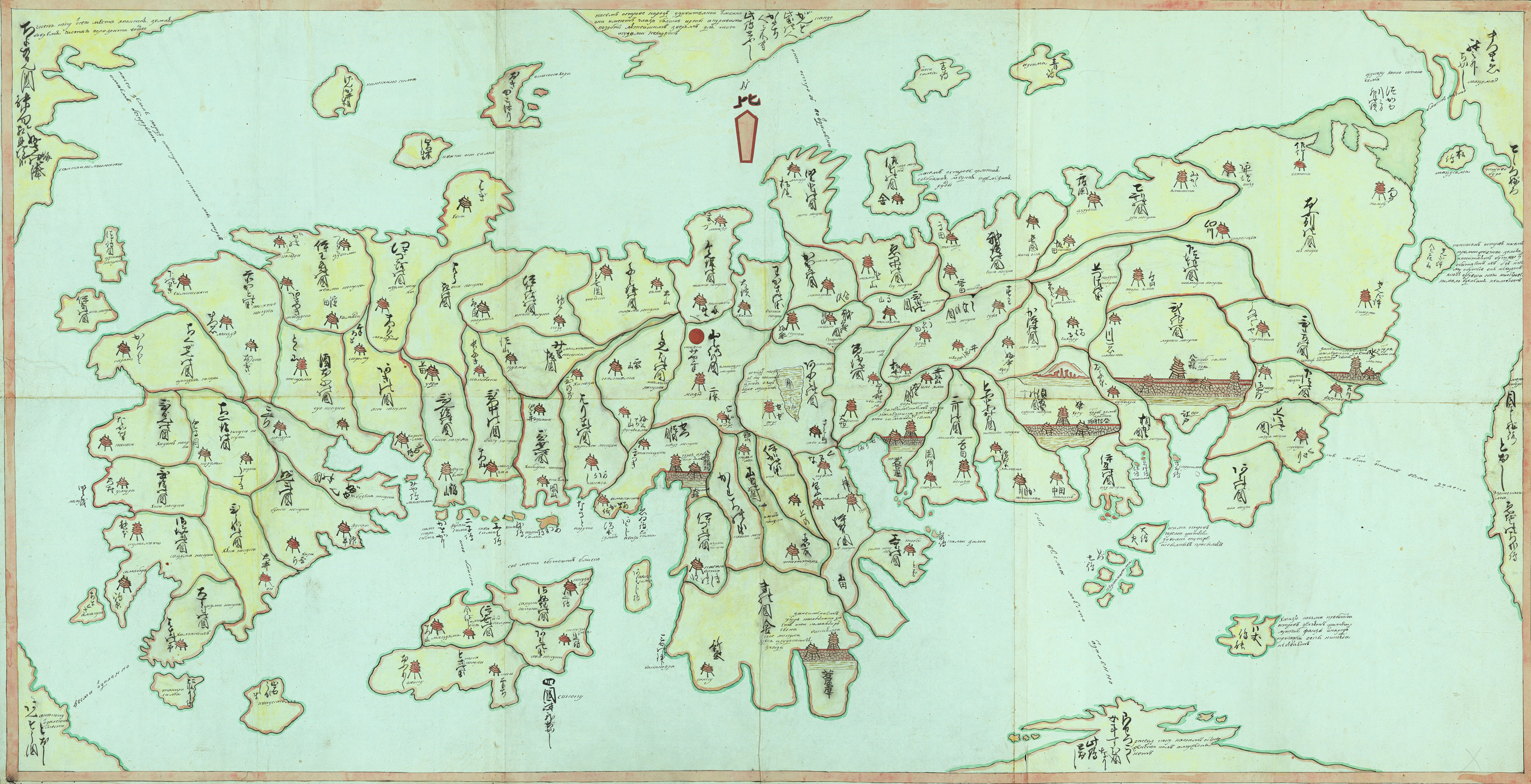
Carte du Japon dessinée par Daikokuya Kōdayū en 1789 avec les noms de lieux indiqués en russe et en japonais.

Son navire aborde Amchitka, dans les îles Aléoutiennes. Son équipage parvient à se rendre en Russie continentale et Catherine II de Russie les autorise à rentrer au Japon. Cette issue est rendue possible grâce aux efforts de Erich Laxmann, Alexandre Bezborodko et Alexandre Vorontsov. Deux membres de l'équipage retournent au Japon, même si l'un meurt alors qu'ils sont détenus à Yeso (Hokkaidō). De l'équipage d'origine, deux se convertissent au christianisme et restent à Irkoutsk, et onze autres meurent

## Jeunesse
Daikokuya Kōdayū naît à Wakamatsu, province d'Ise (à présent Suzuka, dans la préfecture de Mie au Japon. Il est adopté par un commerçant, Daikokuya de Shiroko, Ise (également à Suzuka, Mie).

## À la dérive

### Naufrage
Capitaine du navire Shinsho-maru (神昌丸), Kōdayū met les voiles pour Edo le 15 janvier 1783, avec 16 matelots, 500 kokus de riz et d'autres marchandises. Le navire, pris dans une tempête dans les environs de Enshū (à l'ouest de Shizuoka) est détourné de sa course.

### Errance
Après une dérive de sept mois, un homme meurt. Juste après la mort de cet homme, ils trouvent et débarquent sur l'île Amchitka sur laquelle vivent Russes et Aléoutes, et y restent quatre ans, subsistant en chassant des phoques et des loutres de mers. L'équipage est témoin de la révoltes des Aléoutes de 1784.
Après que le navire russe qui est venu les chercher coule juste devant eux, 25 Russes et 9 compagnons de Kōdayū s'échappent de l'île en construisant un nouveau navire de bois flotté avec des voiles en peau de loutre. Ils naviguent pendant un mois et demi.
Dans un premier temps, les officiels russes de Kamtchatka ne peuvent pas croire qu'ils ont navigué d'Amchitka au Kamtchatka dans un « bateau fait à la main ». Au Kamtchatka, en 1788, Kōdayū rencontre Barthélemy de Lesseps, un diplomate français.
Lesseps mentionne les passagers clandestins japonais et leur chef dans son livre, Journal historique du voyage de M. de Lesseps publié en 1790. Selon Lesseps, « L'équipage a un sentiment spécial d'attachement et de respect à Kōdayū. Lui-même leur montre son attachement autant qu'eux en montrent à son égard, et il accorde toujours autant d'attention qu'il le peut aux difficultés qu'ils peuvent ressentir ». Kōdayū ne cache pas ce qu'il pense et son russe a un fort accent et il parle très vite aussi parfois Lesseps ne peut-il pas le comprendre. Il porte des vêtements japonais qui ne couvrent pas la gorge, même quand il gèle à pierre fendre, malgré la recommandation des Russes qu'il devrait couvrir sa gorge.
Un capitaine du Kamtchatka, peut-être du nom de Khotkevich, mène les cinq compagnons survivants de Kōdayū à Okhotsk où ils résident temporairement à Yakutsk. À Irkoutsk, le capitaine Khotkevich présentent les compagnons de Kōdayū à Erich Laxmann. Le gouverneur veut les garder pour son école de langue japonaise, les enseignants précédents, marins japonais naufragés et naturalisés russes, étant morts; il leur retire leur allocation pour les pousser à abandonner leur requête de rentrer au pays.
En 1791, Kōdayū part pour Saint-Pétersbourg afin d'accompagner Laxmann pour demander l'autorisation de retourner au Japon. Par l'entremise de Laxmann, Kodayu est reçu en audience par Catherine II de Russie à Tsarskoye Selo et les deux compagnons survivants de Kodayu sont autorisés à rentrer chez eux la même année, l'un des deux compagnons mourant en route,.

### Retour au Japon
Une fois arrivé à Edo, il est interrogé par les autorités puis est placé en liberté surveillée jusqu'à sa mort. Il enseigne des notions de langue russe à des érudits locaux.